# لجن آب را بکش
لجن آب را بِکِش (به انگلیسی: Drag the Waters) تک‌آهنگی از گروه موسیقی هوی متال پنترا است که در سال ۱۹۹۶ میلادی منتشر شد. متن این آهنگ به غربال کردن آشنایان و پیرامونیان و شناخت نیت‌های آن‌ها اشاره دارد.